# 天霧真世
天霧 真世（あまぎり まよ、1980年9月23日 - ）は、日本のダイエットインストラクター。元宝塚歌劇団星組の男役。愛称は「マヨ」。大阪府摂津市出身、大阪府立茨木西高等学校中退。
オスカープロモーションに所属する。

## 略歴
- 1997年 - 高校を1年修了後[1]、85期生として宝塚音楽学校へ入学。同期生に元月組トップ娘役の映美くらら、元星組トップスターの柚希礼音、元雪組男役スターの彩那音（元月組トップスターである彩輝なおの妹）などがいる。
- 1999年4月 - 宝塚歌劇団に男役として入団。入団時の成績は40人中21番[3]。雪組公演『再会／ノバ・ボサ・ノバ』にて初舞台を踏み、同年10月4日[3]より星組に配属される。
- 2011年7月3日[3] - 『ノバ・ボサ・ノバ』／『めぐり会いは再び －My only shinin’star－』の東京公演千秋楽をもって、宝塚歌劇団を退団。
- 退団後には、自身が在団中に考案したウォーミングアップ・エクセサイズである「マヨササイズ」の教室を主宰。[2]
- 2014年5月1日 - オスカープロモーション所属のダイエットインストラクターとして活動を開始[2]。ダイエットインストラクターの他の資格にダイエットアドバイザー、美肌食マイスターを生かしてパーソナルトレーナーとして指導も行う[1]。

## 人物
- 宝塚音楽学校の同期、倉田あみ（旧芸名・銀河亜未）とは受験スクールが一緒で[4]、家族ぐるみで仲が良い。ホノルルでの倉田の結婚式に、天霧が花帆杏奈とサプライズで訪れたという[5]。

## 宝塚歌劇団時代の主な舞台出演
- 2001年1月、『花の業平 -忍ぶの乱れ-』新人公演：甥（本役：拓麻早希）／『夢は世界を翔けめぐる -THE WORLD HERITAGE 2001-』
- 2001年3月、『ベルサイユのばら2001 -オスカルとアンドレ編-』新人公演：ジャン（本役：雪路歌帆）
- 2001年6月、『風と共に去りぬ』（全国ツアー）青年2
- 2001年11月、『花の業平 -忍ぶの乱れ-』新人公演：江口（本役：美稀千種）／『サザンクロス・レビューII』
- 2002年4月、『プラハの春』新人公演：土屋書記官（本役：青空弥ひろ）／『LUCKY STAR』
- 2002年9月、『ヴィンターガルデン -春を待ち侘ぶ冬の庭園-』（バウ・東京特別）ハカン・マシス
- 2002年11月、『ガラスの風景』新人公演：車椅子のマンドリン弾き（本役：美城れん）／『バビロン -浮遊する摩天楼-』
- 2003年1月、『恋天狗』天狗／『おーい春風さん』信助（バウ）
- 2003年5月、『雨に唄えば』（日生）警官
- 2003年7月、『王家に捧ぐ歌』新人公演：神官メウ（本役：高央りお）
- 2003年12月、『永遠の祈り -革命に消えたルイ17世-』（シアタードラマシティ・東京特別）テオドール
- 2004年2月、『1914／愛』新人公演：レピーヌ警視総監（本役：にしき愛）／『タカラヅカ絢爛』
- 2004年10月、『花舞う長安 -玄宗と楊貴妃-』新人公演：李補国（本役：涼紫央）／『ロマンチカ宝塚 04　－ドルチェヴィータ!-』
- 2005年5月、『長崎しぐれ坂』新人公演：水牛（本役：英真なおき）／『ソウル・オブ・シバ!!』
- 2005年9月、『龍星』（ドラマシティ・東京特別）皇太子
- 2006年1月、『ベルサイユのばら -フェルゼンとマリー・アントワネット編-』村の男、新人公演：ルイ16世（本役：英真なおき）
- 2006年8月、『愛するには短すぎる』ルイス／『ネオ・ダンディズム! －男の美学－』
- 2007年1月、『Hallelujah GO! GO!』（バウ）アンソニー
- 2007年8月、『シークレット・ハンター』神父／『ネオ・ダンディズムⅡ -男の美学-』（博多座）
- 2007年11月、『エル・アルコン-鷹-』ギャレット提督／『レビュー・オルキス』
- 2008年4月、『赤と黒』（ドラマシティ・東京特別・名古屋特別）ラパン
- 2008年11月、『外伝ベルサイユのばら -ベルナール編-』近衛隊士／『ネオ・ダンディズムⅢ』（全国ツアー）
- 2009年8月、『太王四神記　Ver.Ⅱ』ソノ部族長
- 2009年10月、『再会』ベルトロ／『ソウル・オブ・シバ!!』（全国ツアー）
- 2010年1月、『ハプスブルクの宝剣』シュタレムベルク／『BOLERO』
- 2010年5月、『激情-ホセとカルメン-』パブロ／『BOLERO』（全国ツアー）
- 2010年8月、『摩天楼狂詩曲（ニューヨークラプソディー） - 君に唄う歌 - 』（バウ）レコード会社社長
- 2010年10月、『宝塚花の踊り絵巻 －秋の踊り－』／『愛と青春の旅だち』シーガーの父／マーク（2役）
- 2011年2月、『愛するには短すぎる』ルイス／『ル・ポアゾン - 愛の媚薬Ⅱ -』（中日）
- 2011年4月、『ノバ・ボサ・ノバ』ひも／『めぐり会いは再び －My only shinin’star－』プロキオン　＊退団公演

## DVD
- タカラヅカ式ダイエット 願えば叶う★奇跡を呼ぶマヨササイズ〜ポイント痩せ編〜（2015年4月24日、リバプール）
- タカラヅカ式ダイエット 願えば叶う★奇跡を呼ぶマヨササイズ Vol.2 「やさしい筋トレ」編 〜体脂肪がグングン落ちる〜（2015年8月21日、リバプール）
- タカラヅカ式ダイエット 願えば叶う★奇跡を呼ぶマヨササイズ Vol.3「リンパ流し」編〜痩せやすい体質に変わる〜（2016年1月29日、リバプール）